# عبد العزيز الفغم
اللواء عبد العزيز بن بداح الفغم المطيري (20 يوليو 1971 – 28 سبتمبر 2019)، عسكري سعودي والحارس الشخصي لـ الملك سلمان بن عبد العزيز آل سعود، وقائد قوة الحرس الخاص بـ الحرس الملكي السعودي.

## حياته
ولد يوم 28 جمادى الأولى 1391 هـ الموافق 20 يوليو 1971 في مدينة السعيرة ونشأ فيها حتى أكمل الدراسة الثانوية، ثم التحق بـ كلية الملك خالد العسكرية التابعة لـ وزارة الحرس الوطني عام 1410هـ / 1989م وتخرج منها عام 1412هـ / 1992م، حيث تم تعيينه من قِبل الحرس الوطني باللواء الخاص، ثم نُقلَ لـ الحرس الملكي السعودي في عهد الملك عبد الله بن عبد العزيز آل سعود، ولقد عمل والد اللواء أيضا وهو بداح بن عبد الله الفغم مرافقاً شخصياً لـ الملك عبد الله بن عبد العزيز آل سعود حيث كان يلازمه في كل مكان لمدة وصلت إلى ثلاثين عاماً، كما حاز عبد العزيز الفغم على لقب أفضل حارس شخصي في العالم من قِبَل منظمة الأكاديمية العالمية، وتلقى ترقية استثنائية من رتبة عميد إلى لواء عام 2017 في عهد الملك سلمان.

### أسرته
والده هو بداح الفغم، الحارس الشخصي للملك عبد الله.
خاله هو الشيخ هايف بن سعود الفغم، الذي كان أيضا معلمه في مدرسة السعيرة.
عبد العزيز الفغم ثالث إخوانه، طلال ونوّاف وعبد الله وبدر وسعود، وله ابنان وبنت: عبد الله ونواف وريما.

## مقتله
قتل في يوم السبت 29 محرم 1441 هـ الموافق 28 سبتمبر 2019 بمدينة جدة، في منزل صديقه فيصل السبتي في حي الشاطئ، والذي كان يزوره، وبحضور تركي السبتي، عندما كان في زيارة لمنزل صديقه (فيصل السبتي) ودخل عليهم الجاني الذي يدعى ممدوح مشعل آل علي في المنزل (وهو زميل سابق للواء) ونشب بينهما نقاش بسبب خلاف شخصي قديم، فخرج ممدوح آل علي من البيت وعاد ومعه سلاح فأطلق أعيرة نارية فأصاب عبد العزيز الفغم، وتركي السبتي، ثم تحصّنَ الجاني في نفس البيت وتبادل إطلاق النار مع الجهات الأمنية التي قتلته فوراً، نُقل الفغم إلى المستشفى وتوفيَ هناك بسبب إصابته.

### الجاني
ممدوح مشعل ممدوح آل علي، عاطل عن العمل. كان عمله سابقاً فني صيانة طائرات في شركة بي أيه إي سيستمز السعودية، أبوه هو الدكتور مشعل آل علي عضو سابق في مجلس الشورى السعودي.

### مثواه الأخير
شيع الفغم إلى مثواه الأخير في مقبرة شهداء الحرم بالشرائع عقب الصلاة عليه بعد صلاة العشاء في المسجد الحرام بمكة المكرمة، وذلك في يوم 29 سبتمبر 2019.

## تقدير
- في 9 أكتوبر عام 2019، أُعلنَ عن تسمية أحد شوارع مدينة الرياض وأحد شوارع البكيرية، على اسم عبد العزيز الفغم، تقديراً لجهوده.[11][12]